# Minbya
Minbya (birmano: မင်းပြားမြို့ [mɪ́ɰ̃bjá mjo̰]) es una localidad del Estado Rakáin, en el oeste de Birmania. Dentro del estado, Minbya es la capital del municipio homónimo en el distrito de Mrauk U.
En 2014 tenía una población de 22 944 habitantes, en torno a la octava parte de la población municipal.
La localidad basa su economía en el cultivo de arroz, ya que los ríos de esta zona costera forman estuarios que han dado lugar a un entorno fértil. Al hallarse cerca de la costa, la localidad se ha desarrollado como uno de los puertos fluviales a través de los cuales salen los cultivos de la zona hacia la capital estatal Sittwe. Sin embargo, esta ubicación ha hecho a la localidad vulnerable a los efectos negativos del monzón, habiendo sufrido en varias ocasiones inundaciones importantes.
Se ubica a orillas del río Lemro cerca de su desembocadura, unos 20 km al sur de la capital distrital Mrauk U sobre la carretera que lleva a Magway. La capital estatal Sittwe se ubica unos 40 km al suroeste de Minbya, pero las localidades están separadas por los estuarios y solamente se puede acceder por medios marítimos.